# Jessica Stroup
Jessica Leigh Stroup (født 23. oktober 1986) er en amerikansk skuespillerinde og fotomodel. Stroup er bedst kendt for sin rolle som Erin Silver på The CW tv-serien 90210, et spin-off til den originale Beverly Hills 90210. Hun er også kendt for hovedroller i film som Prom Night og The Hills Have Eyes 2.